# کارلی ری جپسن
کارلی ری جپسن (به انگلیسی: Carly Rae Jepsen؛ زادهٔ ۲۱ نوامبر ۱۹۸۵) خواننده، ترانه‌پرداز و موسیقی‌دان کانادایی می‌باشد. وی در سال ۲۰۰۷ در مقام سوم کانادین آیدل (فصل پنجم) قرار گرفت.
در فوریهٔ ۲۰۱۲ ترانهٔ وی با نام «شاید به من زنگ بزند» با موفقیت بسیار زیادی رو به رو شد و در بسیاری از چارت‌ها اول یا جزو برترین‌ها گشت و آلبوم او در آن سال پرفروش‌ترین آلبوم شد.